# اوته کوستشوا
اوته کوستشوا (آلمانی: Ute Kostrzewa؛ زادهٔ ۲۷ دسامبر ۱۹۶۱) بازیکن والیبال اهل آلمان بود.